# 이시바 시게루
이시바 시게루(石破 茂, 1957년 2월 4일~)는 일본의 정치인이다. 2024년부터 제102·103대 내각총리대신이자 제28대 자유민주당 총재를 역임하고 있다. 1986년부터  자유민주당 소속의 중의원 의원(12선)으로 활동하고 있으며, 2007년부터 2008년까지 방위대신, 2008년부터 2009년까지 농림수산대신, 2012년부터 2014년까지 자유민주당 간사장을 역임했다. 지역구는 돗토리현 제1구이다.
정치 가문에서 태어났다. 그의 아버지 이시바 지로(石破二朗)는 1958년부터 1974년까지 돗토리현 지사를 역임했으며, 이후 자치대신으로 활동했다. 게이오기주쿠대학교를 졸업한 후, 이시바는 은행에서 근무하다 아버지의 사망 이후 정치에 입문했다. 1986년 총선에서 자민당 소속으로 출마해 29세의 나이로 중의원에 당선되었다.
중의원으로 활동 당시 이시바는 농업 정책과 방위 정책을 전문으로 했다. 미야자와 기이치 내각에서는 농림수산성 정무차관으로 일했다. 그러나 1993년 자민당을 탈당하고 일본신당에 합류했다. 이후 여러 정당을 거친 뒤, 1997년에 자민당으로 복귀했다. 자민당으로 복귀한 후에는 여러 주요 직책을 맡았다. 고이즈미 준이치로 내각에서는 방위청 장관, 후쿠다 야스오 내각에서는 방위대신, 아소 다로 내각에서는 농림수산대신으로 활동하며 두각을 나타냈다.
이시바 시게루는 자민당 내 핵심 인물로 자리 잡으며 여러 차례 당 총재 선거에 출마했다. 2008년 첫 출마에서는 5위를 기록했으며, 2012년과 2018년 선거에서는 아베 신조와 경쟁했다. 자민당 내 파벌주의를 비판했음에도, 그는 2015년 자신의 파벌인 수월회(水月会 스이게쓰카이[*])를 창설하여 지도부를 목표로 활동했다.
2020년 아베 신조의 두 번째 사임 이후 총재 선거에 출마했으나, 스가 요시히데와 기시다 후미오에 이어 3위를 기록했다. 2021년 총재 선거에서는 출마를 포기하고 고노 다로를 지지했으나, 선거는 기시다 후미오가 승리했다. 이후 2024년 기시다가 사임을 발표하자, 이시바는 다섯 번째이자 마지막으로 총재 선거에 출마했다. 2024년 9월 27일, 다카이치 사나에를 꺾고 자유민주당 총재로 선출되었으며, 같은 해 10월 1일, 내각총리대신에 선출되었다. 총리로 취임한 직후에는 조기 총선을 선언했으나 자민당 연립정권은 2009년 이후 처음으로 과반을 상실하며 당 역사상 두 번째로 나쁜 결과를 기록했다.
이시바는 자민당 내에서 당을 비판하는 데 주저하지 않는 점과 상대적으로 진보적인 사회적 입장으로 인해 '정치적 독립파'로 평가받는다. 그는 1993년 미야자와 내각과 제2차 아베 신조 내각에 참여했음에도 불구하고 미야자와 내각 불신임안에 찬성하고 아베 신조에게도 지속적인 비판을 가했다.

## 생애

### 어린 시절
1957년 2월 4일, 건설 관료였던 이시바 지로(石破二朗)의 아들로 태어났다. 출생지에 대해서는 돗토리현 야즈군 야즈정 출생설, 도쿄도 출생설이 있다. 다만 공식 프로필에서는 돗토리현 출생으로 표기하고 있다.
도쿠가와 이에히로: 돗토리현에서 태어났습니까?이시바 시게루: 아니요, 도쿄입니다. 태어난 것은 1957년 2월 도쿄이지만, 아버지가 바로 다음 해인 1958년 4월 돗토리현 지사가 되어 내려왔기 때문에, 도쿄에서의 기억은 전혀 없습니다. 유치원, 소학교(초등학교), 중학교까지는 모두 돗토리입니다.— 2014년 4월 24일, 정치·경제 평론가 도쿠가와 이에히로(徳川家広)와의 대담 내용의 일부

출생지와는 상관없이, 태어난 지 1년밖에 안 되어 아버지 이시바 지로가 돗토리현 지사가 되어 돗토리현으로 내려왔기 때문에 이시바 시게루는 대부분의 유년 시절을 돗토리현에서 보냈다.
이시바의 어머니는 국어 교사였으며, 자녀에 대한 교육열이 많은 사람이었다고 한다. 소학교(초등학교) 시절에는 매일 밤 1시간 정도 위인전을 읽었다. 이후 돗토리 대학 교육학부 부속 중학교를 거쳐 게이오기주쿠 고등학교에 진학했다.
이후 1979년 게이오기주쿠 대학 법학부 법률학과를 졸업했다. 대학 2학년 때는 전(全)일본 학생 법률 토론회에서 1등을 했다.

### 은행원 시절
1979년 미쓰이 은행(현재의 미쓰이스미토모 은행)에 입사했다. 이 시기 미쓰이 신탁은행 사장을 지냈던 돗토리현 출신의 도이 쇼자부로는 "1978년 초여름 경에 이시바 지로 씨가 아들 시게루 군의 취업 상담을 하러 온 적이 있었습니다. 그때 저는 본인이 지망하는 회사에 취업할 것을 조언했고, 우연히 시게루 군이 입사를 지망했던 회사의 인사 담당 직원이 저와 친분이 있던 사람이었기에 이시바 지로 씨와 함께 방문한 적도 있었습니다. 시게루 군의 학업 클럽 활동 성적이 매우 우수했기 때문에 채용이 쉽게 확정되었는데, 그때 시게루 군의 부모님인 이시바 지로 씨 부부가 크게 안도하던 모습이 아직도 떠오릅니다." 라고 말했다. 이시바는 도쿄도 주오구에 있는 혼마치 지점에 발령을 받았다.

### 정계 입문
1981년 아버지 이시바 지로가 세상을 떠나면서 아버지의 친구였던 다나카 가쿠에이로부터 "네가 (아버지의 뒤를 이어) 나가라"는 권유를 받고 정계에 입문했다. 1983년 미쓰이 은행에서 퇴직하여 다나카 가쿠에이가 수장인 "목요 클럽"의 사무국에서 근무했다. 이후 1986년 제38회 중의원 의원 총선거에 자유민주당 공천으로 돗토리현 전현구에 출마해 당선되었다. 당시 나이는 28세로, 전국 최연소 국회의원이었다. 이후 내리 11선에 성공했다. 1990년 제39회 중의원 의원 총선거에서는 1위로 당선됐으며, 1990년 중의원 농림수산위원회 이사에 취임했다. 1992년 미야자와 개조 내각에서 농림수산성 정무차관을 맡았다. 1993년 미야자와 내각에 대한 불신임 투표에서는 여당인 자민당 소속임에도 불구하고 찬성표를 던졌다. 이후 제40회 중의원 의원 총선거에서는 자민당 당적은 유지한 채 무소속 자격으로 출마, 다시 당선되었다. 그러나 이 선거를 통해 호소카와 내각이 출범하며 자민당이 야당으로 전락하였다. 이시바는 호소카와 정권이 추진한 정치 개혁 관련 4대 법안에 대한 자민당의 반대 당론에 반하여 표결에서 찬성표를 던졌으며, 이 때문에 자민당 집행부로부터 징계 처분을 받아 탈당하게 되었다. 이시바는 같은 이유로 당의 징계를 받아 탈당한 니시오카 다케오 등과 함께 "개혁회"를 결성했다. 이후 자유개혁연합을 거쳐 신진당 창당에 참여했다. 그러나 1995년 오자와 이치로가 신진당 당수로 선출되자, 안보 정책을 둘러싼 갈등으로 1996년 제41회 중의원 의원 총선거를 앞두고 또다시 탈당, 신설된 돗토리현 제1구에서 무소속으로 출마하여 과반을 넘는 표를 얻어 당선되었다. 이후 지금까지 돗토리현 제1구에서 이시바에 밀려 낙선한 후보들 중 석패율제를 통한 비례대표 부활에 성공한 후보가 단 한 명도 없을 만큼 이시바는 자신의 지역구에서 견고한 지지를 유지했다. 이시바는 1997년 3월 자민당에 복당하였다. 이후 2000년 제1차 모리 내각에서 또다시 농림수산성 정무차관에 임명되었고, 2001년 제2차 모리 내각에서는 방위청 부장관에 임명되었다.

### 고이즈미 정권

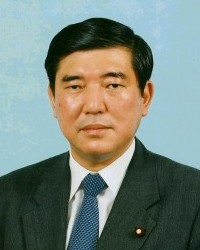
방위대신 시절의 이시바

원래 이시바는 농업, 수산업 분야에 정통하여 그 분야를 통해 자신의 기반을 쌓아 왔지만, 이시바 자신이 "국방이 나의 취미 분야"라고 말했듯 "신 국방족"으로 불리며 외교, 안보 분야에도 정통한 정책통으로 알려져 왔다. 북한의 일본인 납치 문제에 관한 의원 연맹 회장을 맡았으며, 2002년 제1차 고이즈미 제1차 개조내각에서 방위청 장관에 임명되어 처음으로 입각했다. 방위청 장관 재임 기간 동안 테러 방지를 위한 법률 제정, 육상·항공 자위대의 이라크 파병을 결정했다.

### 후쿠다 정권
아베 신조의 퇴진에 따른 2007년 일본 자유민주당 총재 선거에서는 후쿠다 야스오를 지지하였고 실제로 후쿠다가 총재에 선출되었다. 이렇게 출범한 후쿠다 야스오 내각에서는 2007년 청(廳)에서 성(省)으로 승격된 방위성의 수장인 방위대신에 취임하였다. 이후 2008년 후쿠다의 퇴진에 따른 총재 선거에는 본인이 직접 출마하여 25표를 얻어 전체 5명의 입후보자 중 최하위를 기록하였다.

### 아소 정권
2008년 출범한 아소 내각에서 농림수산대신에 임명되었다. 이시바의 전임 농림수산대신들 중에는 마쓰오카 도시카쓰(자살), 아카기 노리히코(스캔들에 휩쓸려 경질), 오타 세이이치(쌀 부정 거래 의혹으로 사퇴) 등 상당수가 불상사를 겪었지만, 이시바는 딱히 이렇다 할 불상사는 일으키지 않고 약 1년간 무난히 재임하였다. 그러나 2009년 7월 12일에 실시된 도쿄도의회 선거에서 자민당이 민주당에 패배하는 등 당내의 위기 의식이 고조되고 있던 상황에서 총선거가 다가오자 요사노 가오루 재무대신 등과 함께 당내에서 아소 다로 총리에 대한 퇴진 운동에 가담하였다. 그렇게 8월 30일에 실시된 제45회 중의원 의원 총선거에서는 민주당의 돌풍에도 불구하고 60%가 넘는 득표를 하며 8선에 성공하였다. 이후 정권 교체에 따른 하토야마 유키오 내각의 출범에 따라 농림수산대신에서 퇴임하였다.

### 야당 기간
2009년 9월 자민당이 야당으로 전락한 이후 열린 2009년 일본 자유민주당 총재 선거에서는 요사노 가오루로부터 출마를 권유받았고 언론들도 일찌감치 이시바의 출마를 예상했으나, 지난 총재 선거에서 본인의 후보 추천인 명단에 올랐던 20명의 의원 중 13명이 총선거에서 낙선하면서 추천인을 확보하는 데 어려움이 있다고 판단, 출마를 포기하였다. 대신 다니가키 사다카즈 전 재무대신에 대한 지지를 표명하였고 실제로 다니가키가 총재에 선출되며 이시바는 자민당 정무조사회장(정조회장)에 기용되었다. 정조회장 취임과 함께 소속 파벌인 누카가파에서 이탈하였다.
2010년 4월 22일, 기자 회견에서는 자민당을 탈당한 요사노 가오루, 소노다 히로유키 등이 참여하는 신당인 일어나라 일본에 대해 "신당 일어나라 일본에 참가한 요사노 가오루와 소노다 히로유키와는 정책적으로 매우 가까운 입장에 있다. 두 사람은 자민당에서 중요 정책의 입안을 함께했고, 앞으로도 같이 가야하는 건 당연하다. 일어나라 일본은 민주당의 과반수를 막아야 한다는 생각이 공통되는 만큼 향후 정책 면에서 공동 보조를 취할 일은 많을 것이다"라며 자민당과 일어나라 일본이 함께할 가능성을 시사하였고, 이후 강연에서도 "모두 민주당을 깨부수겠다는 마음을 가지고 있다면, 서로 욕설이나 '배신자'라는 말을 퍼부을 것이 아니라 어떻게 함께 맞서 싸울지 고민하는 것이 중요하다"고 말했다. 같은 해 9월에는 자민당 정조회장에 유임되었다.
2011년 9월 당직 개편에 따라 자민당 정조회장에서 퇴임하였다. 후임으로는 모테기 도시미쓰가 임명되었다. 정조회장 퇴임 후에는 소속 파벌인 누카가파에는 복귀하지 않고 같은 해 12월에 파벌을 초월한 정책 연구회인 "사와라비회"를 만들었다. 이후 중의원 예산위원회 자민당 간사, 자민당 안전보장조사회장에 취임하였다.

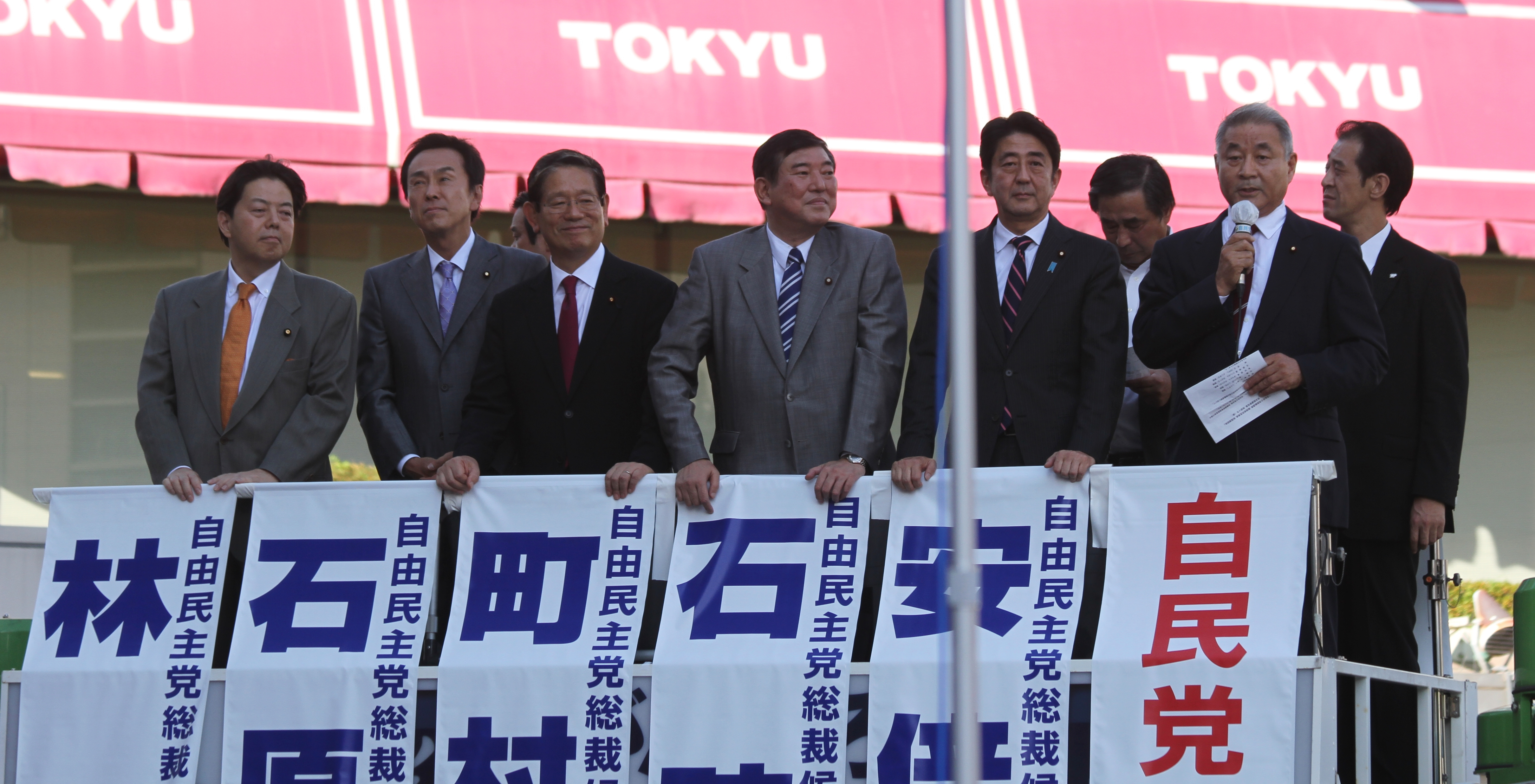
2012년 일본 자유민주당 총재 선거 가두 연설회에서의 모습. 왼쪽부터 하야시 요시마사, 이시하라 노부테루, 마치무라 노부타카, 이시바 시게루, 아베 신조

2012년 9월 10일, 자유민주당 총재 선거 출마를 표명하였다. 9월 26일 실시된 선거에서는 1차 투표에서 입후보자 5명 중 총 199표를 획득하며 1위를 차지했지만 과반 득표에 이르지 못했다. 이후 국회의원들만의 투표로 치러진 2차 투표에서는 89표를 얻었지만 주요 파벌의 지원을 등에 업은 아베 신조의 108표에 못 미쳐 결국 총재 당선에 실패했다.

### 자민당 간사장

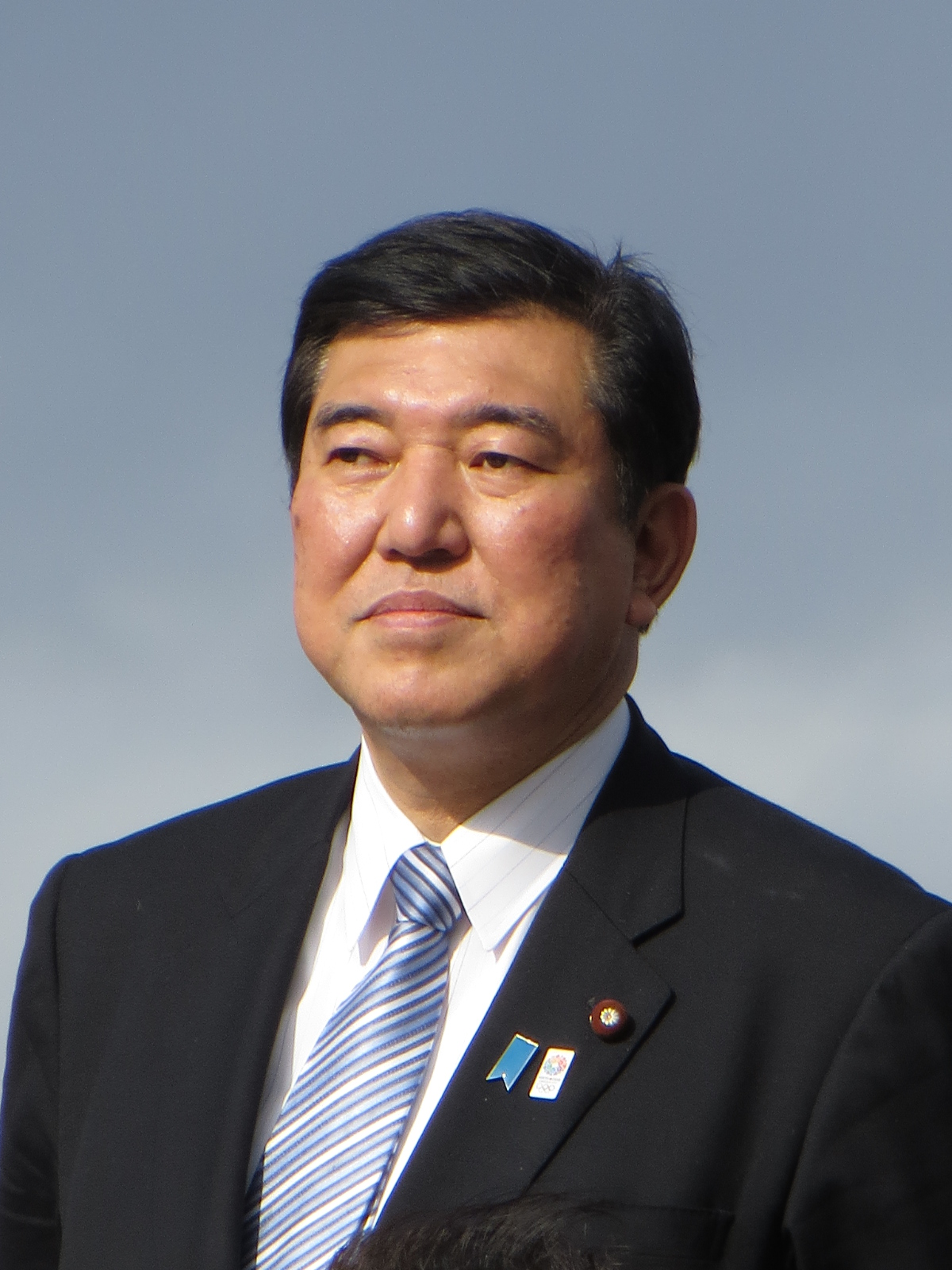
2013년, 효고현 다카라즈카시에서

자유민주당 총재로 선출된 아베 신조에 의해 어느 파벌에도 소속되지 않은 이시바가 간사장에 발탁되었다. 이시바는 국정에 전념한 아베를 대신해 당무를 도맡으며 2012년 제46회 중의원 의원 총선거, 2013년 제23회 참의원 의원 통상선거를 진두지휘했다.

### 제2차 아베 정권
2014년 9월 3일 제2차 아베 신조 개조내각 출범에 앞서 아베 총리는 이시바를 신설되는 안보 법제 담당 대신에 임명할 것을 타진했으나, 이시바는 8월 25일 라디오 프로그램에 출연하여 이를 사양할 뜻을 밝히고 개각 후에도 계속 간사장 직에 머물겠다는 의사를 표명했다. 그러나 일본 정계에서 간사장 등 하위 직책이 임명권자의 인사에 제동을 거는 일은 거의 찾아볼 수 없었기에, 닛칸스포츠가 "간사장이 공개적인 자리에서 인사에 대한 본인의 희망을 말하는 전대미문의 일이 일어났다"라고 보도하였으며, 당내에서도 이시바에 대한 비판이 제기되어 자민당 참의원 간사장인 와키 마사시는 "개인의 의견이 있는 것은 당연하지만, 내각 및 당 조직의 임명권자의 의향에 따르는 것이 상식이다"라고 말했다. 아베 총리는 당내 갈등을 막기 위해 본인과 정치적으로 대립하는 입장에 있는 이시바를 반드시 입각시키기를 원했고, 결국 이시바의 의견에 따라 안보 법제 담당 대신이 아닌 다른 직책으로 입각시킬 것을 타진, 8월 29일에 이시바와 회담한 자리에서 이를 정식 확정했다. 결국 9월 3일에 출범한 제2차 아베 신조 개조내각에서 내각부 특명담당대신(국가 전략 특별 구역) 및 지방 교정 담당 대신 (지방창생담당상)에 임명되었다.
같은 해 9월 30일, 당내 무파벌 의원을 중심으로 구성된 무파벌 연락회에 참여하였고, 2일 후에 고문으로 취임했다. 이 모임은 2012년 총재 선거에서 이시바를 지지한 의원들이 핵심이기 때문에 일부 언론이나 자민당 의원들이 "사실상 이시바파"로 간주했지만, 이시바 본인은 "무파벌 의원의 공조가 모임의 취지다"라며 이를 부인했다.
같은 해 12월 24일에 출범한 제3차 아베 신조 내각에서 지방 창생 담당 대신 겸 내각부 특명담당대신(국가 전략 특별 구역)에 연임되었다.
2015년 9월 8일 열린 자민당 총재 선거에는 각료이기 때문에 출마하지 못했고 결과는 아베 신조 단독 후보로써 아베가 총재에 재선됐다. 이시바는 이후 "각료나 당직자로 있을 때는 총재 선거에 나서지 않는 것이 맞고, 아베 정권의 지지율이 비교적 높은 상황에서 출마하는 것이 의미가 있을까 생각했다"라고 말했다. 다음 날인 9월 9일에는 자신의 파벌을 결성할 뜻을 표명했다. 9월 28일에 "수월회(水月会 스이게쓰카이[*])"를 명칭으로 하는 파벌이 결성, 이시바를 포함한 20명의 의원이 참가했다. 이시바는 파벌 출범과 함께 가진 회견에서 자신이 각료를 지내고 있는 아베 내각을 지탱하는 것과 동시에 아베 신조의 자민당 총재 임기 2기 6년의 기간이 끝날 때까지 시간을 갖고 정책 및 집권 구상을 가다듬겠다는 뜻을 내비치며 "나 같은 사람도 만약 정권을 담당하는 것이 바람직하다면 그것을 목표로 하고 싶다""라고 말했다.
같은 해 10월 7일에 단행된 제3차 아베 신조 제1차 개조내각에서는 내각부 특명담당대신(지방 창생 담당) 겸 마을·사람·일 창생 담당 대신으로 취임했다.
이후 2016년 8월 3일 단행된 제2차 개조내각에서 모든 각료 직책에서 물러났다. 이시바는 이후의 인터뷰에서 "언제까지나 계속되는 정권은 없다. 2년 후, 3년 후, 5년 후가 어떻게 될지 모른다. 그럴 때는 누군가가 대신하지 않으면 안 된다. 아베 총리를 지지하는 것은 물론, 그 다음의 상황에 대비하는 것도 자민당이 완수해야 할 책임이다"라고 말했다.
각료 퇴임 후에는 중의원 주코쿠 블록 대표로서 당 총무가 되었지만, 정권에 비판적인 입장을 취한 이시바에 불만을 가지고 있던 전직 총무회장 호소다 히로유키의 반대에 부딪혀 결국 8월 29일에 물러났다. 이시바의 후임에는 같은 이시바파 소속인 아카자와 료세가 임명됐다.
2018년 8월 10일에는 9월에 열리는 자민당 총재 선거 출마를 표명하였다. 이시바는 반(反)아베 노선을 내세우며 아베에 맞섰지만, 결국 당선되지 못했다.
2020년 6월 요미우리 신문에 의하면, 아베 신조의 지지율이 근래에 떨어졌고, 이시바의 인기가 높아졌다고 한다. 설문조사에 의하면 차기 총리의 적임자는 아베를 제외하고 이시바가 1위, 고이즈미 신지로가 2위, 고노 다로가 3위, 기시다 후미오가 4위다.
2020년 9월 1일에는 아베 신조가 지병인 궤양성 대장염의 재발을 이유로 사임할 것을 발표하자 2년 만에 다시 열리는 자민당 총재 선거 출마를 공식 표명했다. 선거 결과 이시바는 스가 요시히데, 기시다 후미오에게도 밀린 3위의 득표를 하며 낙선했다.

### 내각총리대신 시절

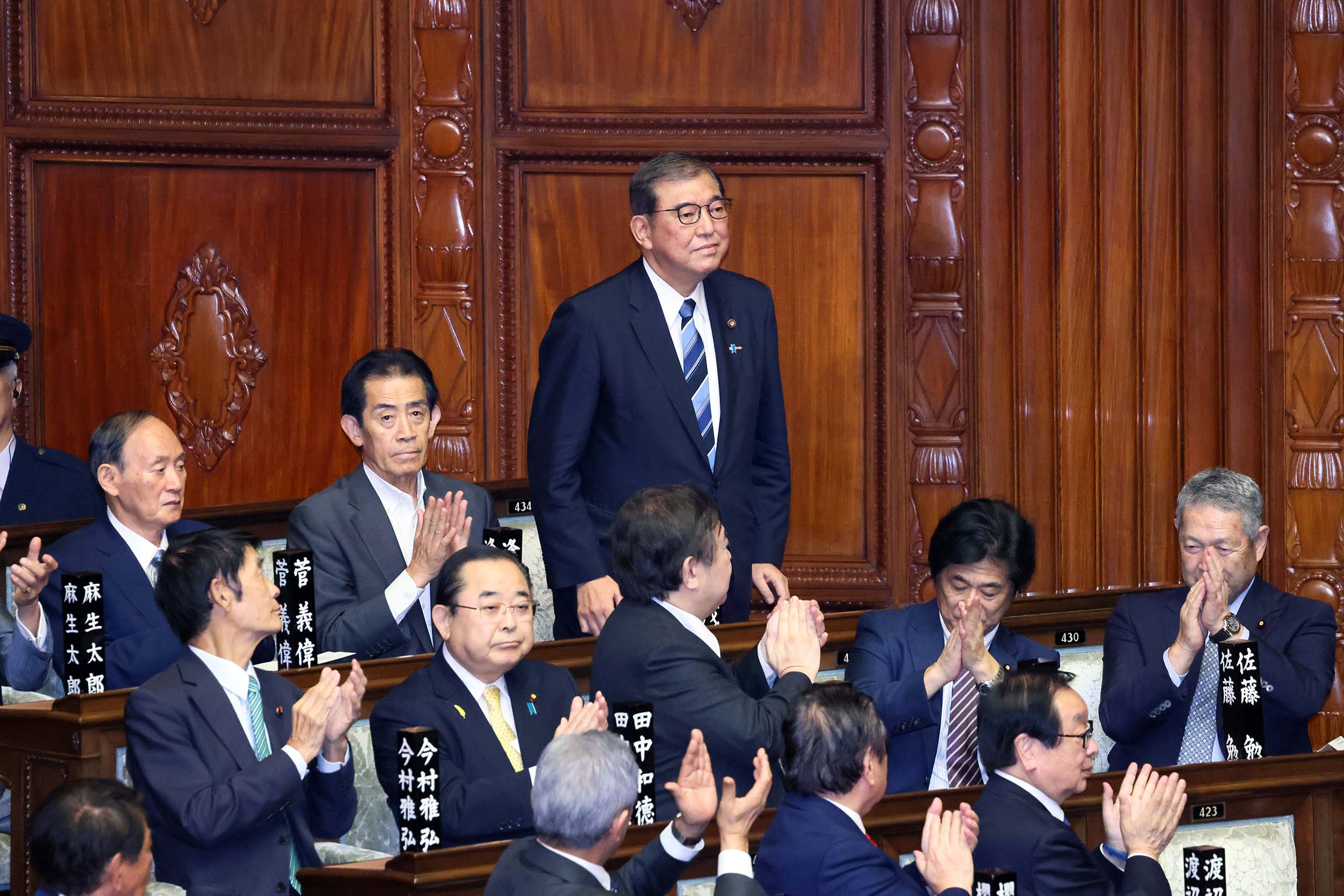
중의원 본회의에서 내각총리대신으로 지명된 이시바(2024년 10월 1일)

2024년 8월 14일, 당시 자민당 총재이자 총리였던 기시다 후미오는 9월 총재 선거에 출마하지 않겠다고 발표하며 총리직 사임 의사를 밝혔다. 이는 자민당 정치 자금 비리 스캔들과 통일교 관련 논란으로 인한 기록적인 낮은 지지율에 따른 결정이었다. 기시다의 사임 이후, 이시바 시게루, 다카이치 사나에, 고이즈미 신지로가 차기 총재 후보로 부상했다.
9월 27일에 열린 자민당 총재 선거에서, 이시바는 결선 투표에서 다카이치를 근소한 차이로 꺾고 총 215표(52.57%)를 얻어 새 총재 겸 차기 총리로 선출되었다. 이시바는 자민당 소속 국회의원 189표와 26개 도도부현 지부의 지지를 받았다. 외신에서는 이 선거를 "이시바매니아"(Ishibamania)라고 보도하며 큰 관심을 보였다. 그의 당선은 이전의 다수 실패와 국회 내 자민당 의원들 사이에서의 상대적인 비인기에도 불구하고 예상 밖의 결과로 평가되었다. 또한 당선 직후, 경제 정책에 대한 우려로 인해 일본 주식시장이 급락하여 "이시바 쇼크"라고 불렸다.
총재 선거 3일 후, 이시바는 새로운 당직 인선을 발표했다. 여기서 스가 요시히데 전 총리를 자민당 부총재로 임명했으며, 전 부총재 아소 다로는 수석 고문으로 전환되었다. 모리야마 히로시는 자민당 간사장으로, 스즈키 슌이치는 총무회장으로 임명되다 (다카이치는 총무회장직을 거절했다). 오노데라 이쓰노리는 정무조사회장, 고이즈미 신지로는 선거대책위원장으로 임명되었다. 이러한 인사는 당 내 안정성을 강조한 것으로 평가되었다.
2024년 9월 30일, 당시의 중의원을 10월 9일에 해산하고, 10월 27일 조기 총선을 실시하겠다고 발표했다. 이는 국회에서 총리로 선출되기 전에 이루어진 결정으로, 예산위원회에서의 토론 시간을 허용하지 않았다는 점에서 야당의 비판을 받았다. 그러나 중의원은 10월 9일 임시 국회 폐회를 찬성표로 통과시키며 해산이 결정되었다.
2024년 10월 1일에 일본 국회에서 총리로 선출되었으며, 고쿄에서 나루히토 천황으로부터 총리로 임명되었다. 그는 자민당 출신으로는 25번째 총리가 되었다. 또한 조기 총선을 앞두고 주요 내각 인선을 발표했다. 그의 내각은 총재 선거에서 경쟁했던 라이벌들을 포함하는 등 당내 화합을 강조하는 모양을 띄었으나, 다카이치 사나에를 배제하여 당내 일부 갈등을 초래했다. 이시바는 치열했던 총재 선거 이후 분열된 자민당을 통합하는 것을 주요 과제로 삼았다.
2024년 10월 4일, 이시바는 첫 정책 연설에서 일본의 저출산 문제와 지역 안보 상황을 주요 우려로 언급했다. 그는 저출산 문제를 "조용한 위기"로, 안보 상황을 "제2차 세계대전 이후 가장 심각한 상태"로 묘사했다. 또한, 일본 경제의 디플레이션 탈출 노력을 지속하겠다는 약속과 함께, 황실의 남성 후계자 부족 문제를 해결하기 위한 안정적인 대책을 촉구했다. 이시바는 2023~2024년 자민당 정치 자금 비리 스캔들에 대해 유감을 표명하며 당내 신뢰 회복의 필요성을 강조했다.

## 정책 및 정치적 입장

### 외교, 안보
- 시민 사회와 군대가 동떨어진 존재가 되지 않도록, 시민이 군대라는 조직을 실감하고 이해하게 할 수 있다는 면에서 징병제의 이점을 인정하는 발언을 한 바 있다.[46][47][48] 그러나 일본에서 징병제를 도입하는 것에 대해서는 정부 견해와 마찬가지로 국회 답변에서 일본국 헌법 제13조의 "행복 추구권", 제18조의 "뜻에 반하는 고역 금지" 등의 규정에 비추어 위헌이라는 견해를 보이고 있다.
- 자위대를 기동적으로 지휘할 수 있는 법 개정을 거듭 주장하고 있으며, 특히 유사시에 북한에서 일본인을 구출할 필요성을 강조하고 있다. 2008년 자민당 총재 선거에 입후보했을 때는 "동란이 일어나 북한에 있는 일본 국민이 피난하지 않으면 안 될 때에도 자위대는 (국내법의 제약에 의해) 도움을 줄 수 없다. 그런 나라가 좋은 나라인가?"라고 말했다.[49] 2013년 1월 27일에는 일본인이 포함된 알제리 인질 사건을 보면서 "일본인의 생명, 재산을 지키는 것은 국가의 당연한 책무이다. 필요한 한도 내에서 최소한의 무기 사용은 (헌법이 금지하는) 무력 행사는 아니다"라며 긴급 상황 발생시 재외 일본인을 자위대가 구출할 수 있게 하기 위해 무기 사용 기준을 완화해야 한다고 주장했다.[50]
- 2010년 5월 23일, TV 방송에 출연해 "장기적으로 보아 일본 같은 섬 나라에 해병대가 없는 것은 이상한 일이라고 생각하고 있다"며 일본도 해병대를 가져야 한다고 주장했다. 또 일본이 해병대를 가질 경우, 일본 해병대가 미국 해병대와 공동으로 활동할 가능성도 언급했다.[51][52]

- 2015년 11월에 발생한 파리 동시 다발 테러 사건을 지켜보며 공모죄를 포함한 일본 국내 테러 대책법 정비에 관해 "제대로 대응하지 않는다면 일본이 테러 활동의 샛길, 구멍이 될 수도 있다"고 지적했다.[53] 또한 국제 조직범죄 방지 조약을 일본이 비준하지 않고 있는 것에 대해 "비준하지 않은 나라는 북한과 이라크 등 몇 개국 뿐이다. 일본이 손 놓고 있을 때가 아니다"라고 말해 공모죄의 신설과 조약의 조기 비준이 필요하다는 생각을 나타냈다.[53]
- 2016년 6월 19일, STV 라디오의 대담 프로그램인 "나카무라 요시히코의 일요 칼럼"에 출연해 "북한은 곧 무너질 것이라는 이야기가 30년 전에도 있었고, 20년 전이나 10년 전에도 있었다. 하지만 무너지지 않았다. 나는 북한이 앞으로도 무너지지 않을 것으로 생각한다. 왜냐하면 소련이 무너지고, 루마니아가 무너지고, 이라크가 무너지는 과정을 북한은 모두 지켜봐 왔기에 이러한 학습 효과로 국가가 운영되고 있기 때문이다"라고 말했다.

### 농업 정책
- 첫 입각 당시 직책이 방위청 장관이었고 이후에도 방위대신을 맡는 등 국방 분야 각료를 맡아왔고, 자민당 정조회장 취임 후에도 중의원 예산위원회에서는 주로 외교, 안보 정책을 중심으로 질의를 해왔기에 이시바를 외교, 안보 정책통으로만 주목하는 경향이 있지만, 원래 이시바는 농림수산성 정무차관을 2번이나 역임할 정도의 농업, 수산업 분야 전문가이다. 이에 대해 이시바는 "농가를 방문하면 농민들로부터 '방위 전문가 아니냐'는 말을 듣기도 했다. 농업, 수산업 문제를 아무리 말해도 미디어가 보도해 주지 않는다"며 답답함을 드러냈다.[54]

### 경제
- 경제 성장보다는 재정 재건을 중시하는 재정 재건론자로 꼽힌다.[55] 경제학자인 다나카 히데토미는 "이시바는 재무성의 소비세율 인상 노선이나 그 배경에 있는 재정 재건주의에 친화적"이라고 평가하고 있다.[56] 이시바는 2017년 11월의 강연에서 "세수 이상의 돈을 쓰면 빚이 늘고 다음 세대는 힘들어진다"고 발언한 아베 신조 총리의 경제, 재정 운영에 의문을 나타냈다.[57][58]
- "재정 건전화"를 헌법에 명기할 것을 제안했다.
- 소비세율 인상에 찬성했으며, 자신의 경제 구상에 대해 묻자 "소비세율을 10%로 올리는 시기는 빠르면 빠를수록 좋다"고 답했다.[59]
- 영국의 투자자인 피터 태스커는 "이시바가 만약 집권할 경우 경제 문제에 있어 관료가 하라는 대로 하지 않는다고 믿을 수 없으므로, (아베노믹스를 대체할) "이시바노믹스"는 결코 탄생할 수 없다"며 이시바를 비판했다.[60]
- 환태평양 경제 동반자 협정(TPP) 교섭에 대해 "참가하지 않는다는 선택은 있을 수 없다"고 말해 교섭 참가에 찬성하는 생각을 나타내고 있다.[61][62] 또 2011년 11월 자신의 블로그를 통해 "총선거 때 '우리 당이 집권한다면 TPP 교섭에서 즉시 이탈할 것이다'라고 공약할 것인가. TPP 반대파들이 그 정도의 각오가 되어 있는 거라면 별 상관이 없겠지만, 적어도 나는 그런 공약을 하는 것에는 반대한다"라고 말했다.[63] 한편으로는 "국익을 해치고, 주요 산업을 괴멸시키면서까지 (TPP 교섭을) 해야 할 필요성은 없다. 안이한 타협을 해서는 안 된다"라는 견해를 표명했다.[64]

### 교육
- "애국심은 국가가 정책적으로 강제하는 것이 아니다"라고 말하며 개정된 교육기본법에 애국심을 명문화한 것에 반대한다는 뜻을 밝혔다.

### 역사 인식
- 태평양 전쟁에 대해, "당시 정부 소속의 '총력전 연구소'가 미·일 전쟁 시뮬레이션을 한 결과 일본이 필패한다는 결론을 내렸고, 정부 고위층에도 결과를 보고했는데, 이러한 보고를 받았음에도 불구하고 이길 수 없는 전쟁을 시작해 수백만 명의 국민을 죽음으로 내몬 책임은 엄중히 물어야 한다. 천황의 질문에 정확히 대답하지 않고, 국민에게 진실을 알리지 않으면서 결국 일본을 패전으로 이끈 사람들이 왜 죽으면 모두 '영령'으로 간주되며 불문에 부쳐지는지 이해할 수 없다"며 당시 일본의 지도자들을 비판하고 있다. 이와 함께 극동국제군사재판에 대해서는 "절차상 여러 논란이 있었지만, '평화에 대한 죄'를 물은 재판을 우리가 받아들였기 때문에 오늘날의 일본이 있는 것이라고 생각한다"고 말했다. 또한 "전쟁 전에 일본이 한 일이 모두 잘못되었다는 주장에는 결코 동의하지 않는다. 하지만 도쿄 전범재판이 법적으로 무효라고 하는 입장을 가진 사람들로부터는 전쟁 전의 일본에 전혀 오류가 없었는지에 대한 논의를 찾아볼 수 없다"며 "전쟁 시기는 물론 전쟁 이전의 일본의 행동도 모두 잘못"이라는 극단적인 자학 사관과 "일본에게는 아무 죄가 없다"는 일부 보수파의 사관 모두를 비판하고 있다.
- 난징 대학살에 대해 "적어도 포로 처리의 방법을 잘못한 것은 사실인데, 이것은 군기와 군율 모두 문란했기 때문에 벌어진 일이다"라고 말했다. 이 과정에서 벌어진 민간인 희생에 대해서도 "객관적으로 검증할 필요가 있다"는 입장이지만, "대학살"이라고는 말하지 않고 있으며, 위안부 문제에 있어서도 군과 관헌에 의한 강제 연행이 있었다는 취지의 발언은 지금까지 한 번도 없었다.
- 총리를 비롯한 정치인의 야스쿠니 신사 참배를 하는 것이나, "도쿄 전범재판은 무효", "대학살은 없었다", "위안부 연행의 강제성은 없었다"라는 발언 등을 통해 드러나는 우익 정치인들의 역사 인식에 대해 이시바는 "정치인이 그런 말을 하는 것이 과연 일본의 국익에 도움이 되겠는가?"라고 말하고, 실제로 이런 발언 때문에 외교상 문제가 된 예를 들며 의문을 제기하였으며, "일본과 긴밀한 관계에 있는 나라를 늘려 국익을 지키는 것이 정치인의 임무"라고 말했다. 이에 덧붙여 야스쿠니 참배에 대해 "천황이 야스쿠니에 참배하는 건 문제가 안 된다고 할 수 있다 쳐도, 정치인이 참배한다는 것이 문제다. 이것이 문제의 본질"이라고 말했다. 또한 "야스쿠니를 참배해도 되느냐 안 되느냐의 문제는 법률가나 역사학자가 판단할 문제이며, 정치인의 역할은 야스쿠니를 참배하는 것이 아니라 전문가들이 진지한 논의를 할 수 있는 환경을 조성하는 것이다"라고 말했다.[65] 실제로 이시바는 2002년 방위청 장관으로 처음 입각한 이후 야스쿠니 신사에는 참배하지 않았다. 대신 현지의 호국 신사에 매년 8월 15일 참배하고 있다. 또한 야스쿠니 신사에서 논란이 되어 온 A급 전범의 분사를 주장하고 있다.[66]
- 다모가미 도시오 항공막료장(항공자위대의 수장)의 논문 문제에 관해 "현직 자위대 간부가 자신의 사상을 내세워 정치를 바로잡겠다는 것은 헌법 정신에 반한다"고 지적했다. 자신의 블로그에서도 이러한 견해를 밝혔다.[67]
- 2013년 5월, 다카이치 사나에 자민당 정조회장이 "무라야마 담화에 위화감을 느꼈다"고 발언하자 당시 자민당 간사장이었던 이시바는 "잘못된 발언은 엄격히 삼가기 바란다"며 경고했다.[68]

### 황실
- 2009년 12월, 궁내청과의 사전 조율 없이 외무성의 결정만으로 아키히토 천황이 당시 중국의 시진핑 국가부주석을 접견한 것과 관련해 논란이 일자, 자민당 내에 이시바를 위원장으로 하는 "천황 폐하의 정치적 이용을 검증하는 특별 위원회"가 구성되었다.[69] 이시바는 이 사태에 대한 민주당 정권의 대응에 대해 "천황 폐하의 정치적 이용에 해당한다"고 지적했다. 또한 이시바는 "상당히 이례적이다", "중요한 국가가 아니라면 외무성 규칙대로 해도 되지만, 중국과 같이 중요한 나라의 요인과 접견하는데 궁내청과 사전 조율 없이 접견을 결정했다는 것은 정치적 판단이다. 그런 일을 해도 되는 것인가"라고 말하며,[70] "(규칙이) 때마다 정부의 판단에 의해 좌우되면 안 된다"며 정부를 거듭 비판했다.
- 2010년 2월 25일, 하토야마 유키오 내각이 천황의 공적 행위에 관해 정리해 발표한 통일된 견해에 대해,[71] 히라노 히로후미 내각관방장관이 기자회견에서 "원래 헌법에서 규정하는 개념으로 말하자면, 천황은 국정에 관한 권능을 가지지 않기 때문에 정치적 이용이 존재할 수는 없다"는 입장을 밝히자 이시바는 "규칙이 필요없다고 말한다면 헌법의 취지와 천황 폐하의 입장을 무시한 이해할 수 없는 견해이다"라고 말했다.
- 2016년 8월 8일, 아키히토 천황이 황태자 나루히토 친왕에게 생전 양위할 뜻을 밝히자,[72] 이시바는 천황의 양위를 인정해야 한다며 다음과 같은 견해를 드러냈다.[73]
  - 상징 천황으로서 즉위한 금상천황이 쌓아 온 국민 통합의 상징으로서의 천황의 책무는 천황이 바뀐다 해도 불변한 것이라고 생각하고, 천황의 분명한 의사 표명, 황족회의 의결, 국회 만장일치로의 의결 등의 엄격한 요건 하에 이번에만 적용되는 특별법이 아닌 항구적인 황실전범 개정이 타당하다. 또한 천황의 의사 표명에 대해 "고령"만을 이유로 하는 것은, "고령"의 기준이 애매하기 때문에 다른 중대한 이유로 표명할 여지도 인정해야 한다.[74]
  - 일본국 헌법 제2조에서는 황위 계승에 대해 황실전범의 규정에 맡기고 있기 때문에 황실전범 개정 없이 양위를 가능하게 하는 것은 위헌의 소지가 있다. 또한 특별법과 같은 황실전범 개정 이외의 수단으로 양위를 인정하면, 오히려 정치적인 의도로 양위했다는 의심을 받을 가능성만 높게 만든다.[74]
  - 일본국 헌법 제1조의 "국민의 총의"을 구현하기 위해서는 모든 국회의원의 만장일치가 바람직하다.[74]
  - 섭정의 설치에 대해 황실전범 제16조에서는 "천황이 성년이 되지 않았을 경우", "정신 혹은 신체의 중환 또는 중대한 사고가 있을 경우"에 한하여 섭정을 둔다고 규정하고 있지만 노화에 따른 체력 저하로 책임을 다하기 어려운 경우에 대해서는 규정하지 않고 있다. 또한 형식적인 국사행위는 섭정도 할 수 있지만, 지방 방문, 재해지 방문, 외국 방문 등 상징으로서의 천황의 공적 행위는 섭정이 이를 대행할 수 없고 오히려 천황의 권위를 해치게 되므로, 양위가 아닌 섭정의 설치를 통한 사실상의 2선 후퇴론은 논의할 수 없다.[75]
  - 장기적으로 보아 나루히토 친왕의 다음 천황으로 후미히토 친왕이 즉위하게 될 경우 황족은 히사히토 친왕이 유일해질 가능성을 부정할 수 없으며, 때문에 남자 황족만으로 황위를 계속 이어 나간다는 것은 불가능에 가깝다. 황실의 안정적인 유지를 고려해 이에 대한 논의를 피할 수만은 없다. 구황족을 부활시키자는 주장도 있지만, 이미 일반 국민으로서 오랜 인생을 살아 온 사람을 황위 계승자로 한다는 것은 타당성에 의문이 있다. 황실이 끊기는 것은 일본 국가 체제 자체의 멸망을 의미하는 것이기 때문에, 논란이 생길지라도 일단 남성 황족의 황위 계승을 기본으로 하면서 여성 천황의 가능성도 열어 두어야 한다.[76]

### 외국인 참정권
- 2010년 자민당 당대회에서 영주 외국인에 대한 지방 선거권 부여에 대해 "헌법상 논란이 많고 국민적 논의도 성숙되지 않고 있다. 우리는 졸속한 법안 성립에 단호히 반대한다"고 말해 당 차원에서 법안에 반대할 입장을 표명하였고, 또한 "(헌법 상의) 주민은 일본 국민을 가리킨다고 생각하고 있으며, 우리는 이 부분에 많은 의의가 있다고 생각하고 있다. 이것은 국가의 형태 그 자체와 관련된 문제이다. 헌법 상으로 볼 때 졸속 법안 통과에는 단호히 반대하겠다"고 말했다.[77]

### 선택적 부부 별성 법안
- 2010년 3월 3일, 기자회견에서 민주당이 목표로 하는 선택적 부부 별성제의 도입을 비롯한 민법 개정안에 대해 "이것을 바라는 사람들의 요구에 응하자면 이 법안에는 반대라는 입장을 표하겠다"고 말했다. 또한 자민당 내에서 선택적 부부 별성제 도입에 동참하려는 움직임에 대해서도 "당내에 (민주당이 추진하는 선택적 부부 별성제의) 문제점을 이해하지 못해서 '뭐, 괜찮잖아'라는 풍조가 있는 것도 사실이다"라고 말했지만,[78] 이후 입장을 바꾸어 2018년 10월 22일에는 선택적 부부 별성 소송의 변호인단과 회담을 갖고 선택적 부부 별성제의 도입에 찬성하는 입장을 보이기도 했다.[79]

### 인권 침해 구제 기관
- 2011년 3월 3일 "부락 해방 동맹"의 전국 대회에 내빈으로 참석했을 때, 이시바는 부락 해방 동맹이 요구하는 인권 구제 기관을 창설하기 위한 법 규정 정비에 의욕을 보이면서 "법을 제정하는 데는 여당도 야당도 없다"고 말했다. 한편 2012년 자민당 총재 선거 때는 민주당이 법안 제출을 준비하던 인권 침해 구제 법안에 반대 의사를 밝히면서 올바른 인권 보호 조치의 필요성을 주장했다.[80]

### 자녀 수당
- 민주당 정권이 추진했던 자녀 수당 지급 대상에 아이가 모국에 있는 재일 외국인이 포함된 것을 언급하며 "(재일 외국인이지만) 자녀는 국외에 있다. 그리고 아이는 일본 국적을 가지고 있지 않다. 아무리 생각해도 이러한 분들에게 일본 국민의 세금을 사용해 수당을 지급해서는 안 된다"라고 말했다.

### 이민 정책
- 빠른 속도로 진행되고 있는 일본의 인구 감소와 고령화 속에서, 장기적으로 한정된 범위 내에서 외국인의 일본 이민을 진행시켜야 한다고 주장하고 있다. 하지만 그 바탕에 '일본인이 싫어하는 일을 외국인에게 시킨다'고 하는 인식을 가져서는 안 되며, 일본인과 같은 양의 일을 했다면 임금도 일본인과 같은 수준으로 주지 않으면 안 된다고 말했다. 또한 이들에 대한 의료나 연금 등의 사회 보장 정책을 고려하고, 언어나 습관 차이로 인해 서로가 위화감을 가지는 일이 없도록 하는 정책이 필요하다는 생각을 나타냈다.[81][82][83][84]

### 방재
- 2016년에 발생한 구마모토 지진과 돗토리현 중부 지진 이후 "일본 전체의 모든 방재 체제를 일원적으로 관리하는 조직이 필요하다"며 재해 대응을 전담하는 "방재성"의 설치를 검토할 것을 주장한다. 또한 자신이 수장으로 있는 이시바파의 회의에서 옛 국토청 방재국이 2001년의 중앙 성청 개편으로 내각부의 일부가 된 것, 또한 당시 고노 다로 방재 담당 대신이 국가공안위원장 및 소비자 담당 대신을 겸임하고 있어 업무의 부담이 크다고 지적하면서 "방재성을 신설해서, 방재에 관한 사무를 담당하는 방재대신을 두면 어떨까 생각한다. 위기 관리라는 것은 최악의 사태를 가정하고 이를 대비해 어떤 법률을 준비할지, 어떻게 조직을 지휘할지, 어떻게 정보를 발신해 나갈지 등을 시뮬레이션 하는 것이 상식이다"라고도 말했다.[85][86][87]

### 대학 내 수의학부 신설
- 2017년 6월 26일, 정부의 국가 전략 특구 제도의 일환으로 각 대학에 수의학부를 신설하는 계획을 둘러싸고 아베 신조 총리가 "전국적인 신설을 지향한다"고 말한 것에 대해 "(가축을 진찰하는) 산업용 수의사의 처우를 먼저 개선하는 것이 세금의 용도로는 더 좋지 않을까"라고 교도 통신 취재진의 질문에 대답했다.
- 후쿠이시에서 강연한 자리에서는 "지금까지 수의학부를 만들지 않았던 것은, 불필요한 곳에 세금이 낭비되는 것을 막고, 수요와 공급의 균형을 취하기 위해서였다. 아베 내각이 각의(국무회의)에서 결정한 수의학부 신설을 위한 4가지 조건을 충족시키지 않는 대학에는 절대로 수의학부를 신설해서는 안 된다"고 지적했다.

### 간접 흡연 문제
- 2017년 1월 12일, 간접 흡연 방지 강화에 관한 긴급 집회에서 "강화 방안이 시행되면 그동안 담배를 팔아 온 개인 사업주는 확실히 손해를 본다. 전국에 마이너스 4000억 엔의 경제 위축 효과를 일으킨다는 추산도 나왔다. 남에게 폐를 끼치지 않아야 한다는 것은 당연한 것이지만, 개인의 가치관이나 즐거움까지 부정하는 사회가 좋다고는 생각하지 않는다"며 간접 흡연 방지를 목표로 하는 건강증진법 개정안에 반대했다.[88]

## 발언

### "용기와 진심을 가지고 진실을 말해라"
"용기와 진심을 가지고 진실을 말해라", "정책 중에는 대중이 좋아하지 않는 것도 있는데, 이걸 말하면 선거에 불리하기 때문에 말하지 말자는 주장은 하지 말라"는 취지의 발언을 했다. 이러한 발언은 이시바가 의원이 되기 전에 들은 와타나베 미치오의 강연의 영향을 받은 것으로, 이시바는 이런 와타나베의 말에 대해 "정치의 목적은 다음 세대를 생각하는 것이며, 선거에 당선되는 것이나 지지율을 높인다고 하는 것은 그 수단에 불과하다. 다만 선거에 떨어져서는 다음 시대를 생각할 기회 조차 주어지지 않기 때문에, 대중적 평판이 좋지 않은 진실을 말한다 해도 낙선하지 않을 만한, 자신의 진의를 국민에게 전할 수 있는 성품을 갖추는 것이 필요하다. '어차피 국민들은 어려운 건 모르기 때문에 이것을 말하면 선거에 떨어진다'고 하여 듣기 좋은 말만 하는 정치인이 있다면, 그 사람은 내심으로 국민을 경멸하고 믿지 않는다고 볼 수 있지 않을까. 국민을 믿지 않는 정치인이 국민의 신뢰를 받을 리 없다"고 말했다.

### "자위대는 '자폐대'이다"
방위청 장관 재임 중이던 2004년 3월 16일, 자위대에 대해 "지금까지 자위대를 은근히 야유하는 표현으로 '자폐대'라는 표현을 사용하기도 했다. '자폐증 어린이'의 자폐를 써서 '자폐대'이다"라고 말했다. 이시바는 이 발언에 대해 "사람들 중에 그렇게 자위대를 비난하는 사람이 있다는 뜻일 뿐이다. 자위대가 안에만 틀어박혀서는 안 된다는 의도였다"고 설명했지만, 자폐증에 대한 인식 부족을 드러낸 부적절한 발언이었다는 비판이 제기되자 3월 19일 발언을 사과했다.

### "돗토리, 시마네는 일본의 티베트"라는 발언에 대한 반응
2010년 당시 민주당 선거대책위원장이었던 이시이 하지메가 "돗토리, 시마네는 일본의 티베트"라는 발언을 하자 이시바는 발끈하며 "지방의 사람을 깔보는 사람이 선거를 지휘하는 것이 민주당이 선거를 치르는 방식인가?"라고 비판했다.

### "절규하는 전술은 테러 행위"
2013년 11월 29일, 자신의 블로그를 통해 특정 비밀 보호에 관한 법률에 대한 반대를 호소하는 국회의사당 주변의 시위에 대해 "지금도 의원회관 밖에서는 '특정 비밀 보호법 절대 금지!'를 외치는 함성이 이어지고 있다. 어떤 세력인지는 알 수 없지만, 좌파든 우파든 오로지 자신의 주장을 절규하면서, 많은 사람들의 정온을 방해하는 행위를 통해 알리려는 행위는 결코 여론의 공감을 불러일으키지 못할 것이다. 주의 주장을 실현하고 싶다면 민주주의에 따라 자신들의 주장에 공감해주는 사람을 한 명이라도 더 늘리고 지지 고리를 넓혀야 하는 것인데, 단순히 절규하는 전술은 테러 행위와 그 본질에 있어 크게 다르지 않은 것 같다"고 말했다. 이러한 발언에 대해 비판하는 목소리가 이어지자, 이시바는 12월 2일 또다시 블로그를 통해 "정연하게 진행되는 시위와 집회는 어떤 주장이라 하더라도 민주주의에 바람직한 것이다. 하지만 일반 사람들에게 두려워하는 마음을 주고 시민의 평온을 방해하는 대음량 스피커를 이용해 자신의 주장을 펴는 기법은, 본래 있어야 할 민주주의와는 양립할 수 없는 것처럼 보인다"며 "'테러 행위와 그 본질에 있어 크게 다르지 않은 것 같다'는 부분을 '본래 있어야 할 민주주의와는 양립할 수 없는 것처럼 보인다'로 고치겠다"라고 했다. 그리고 "자민당의 책임자로서 미흡한 점이 있었던 데 대해 사과드린다"라고 해명했다. 이날 스가 요시히데 관방장관이 "오해의 소지가 없도록 일부를 철회하는 등 진의를 제대로 설명했다"고 말했고, 내각에서 이 법안을 담당하고 있는 모리 마사코 저출산 대책 담당 대신도 "시민의 시위활동은 테러에 해당하지 않는다"고 말했다. 반면 야권은 하나같이 "언어 도단의 폭언"이라며 이시바를 비난했고, 도쿄 신문은 사설에서 "시위 활동이 테러 행위일 수 없다. 시위는 유권자의 의사 표시를 위한 중요한 수단이며, 헌법도 표현의 자유를 보장하고 있다. 시위가 가지는 무게를 이해하지 못한다면 너무 둔감한 것이고, 정치인으로서 실격이다"라고 비판했다. 그러나 주간신조 등 일부 주간지에서는 발언의 대상이 특정 비밀 보호 법안에 반대하는 시민이 아니라 야마모토 다로의 편지 전달 문제를 발단으로 한 우익 단체의 시위와 혼동한 것은 아닌가 지적하며, 최근 국회의사당 주변에서 "천벌"를 외치는 시위가 계속되고 있는 것에 곤혹스러움을 느껴 이런 글을 쓴 것이 아닐까"라며 이시바를 옹호했다.

### "뭔가 자민당 느낌이 안 좋구나"
2015년 7월 1일 자신을 지지하는 의원 모임에서 얼마 전 문화 예술 간담회에서 언론사 취재진의 위압적 발언이 문제가 된 일을 거론하며, "자민당이 흔들릴 때는 정책 실패보다는 '뭔가 자민당 느낌이 안 좋구나'라는 국민들의 인식이 점점 퍼져 나갈 때이며 그럴 때마다 자민당이 위기를 맞았다는 것이 나의 경험이다"고 말했다.

### "국민의 지지를 받고 있는지 자신이 없다"
2015년 7월 14일, 각의(국무회의) 후 기자회견에서 "(안보 관련 법안의 심의를 하는 데 있어) 국민들의 지지를 받고 있는지 여부는 현재 보도 각사의 여론조사를 봤을 때 아직 국민의 지지를 얻고 있다고 할 수 없다고 생각한다. 그 숫자를 보고 나니 '국민의 지지를 받고 있다'고 단언할 자신이 나에게는 별로 없다"고 말했다. 이 발언에 대해, 민주당의 에다노 유키오 간사장은 기자단에게 "이시바 씨는 자민당의 중진 중 한 명이다. 이러한 상황에서 안보 법안 처리를 강행한다는 것은 넓은 의미에서 내각 내부 의견 불일치다"라고 비판하며 "이시바 씨는 (표결에) 참가하면 안 된다"라고 말하는 등 안보 관련 법안의 15일 중의원 표결을 용납하지 않겠다는 자세를 보였다.

### "기밀 이외에는 모두 가져오라고 명령했다"
2018년 8월 10일, 국회의사당에서 열린 자민당 총재 선거 출마 선언 회견에서 중일 관계를 언급하며 "어떻게 상대를 이해해야 하는가의 문제인데, 안보도 그랬다. (방위청) 장관 때에, 중국 인민해방군의 육해공 청년 장교를 방문한 적이 있었다. 나는 자위대에 국가 기밀 이외의 모든 정보를 가져오도록 명령했다. 그렇게 해서 받은 정보를 그 장교에게 보여주고 난 후, 정말 일본이 중국을 침략하려 하고 있는지 판단해 달라고 그 장교에게 말했다. 이러한 상호 이해, 인식의 공유, 국익을 토대로 한 신뢰 관계의 구축은 비단 중일 관계에 한정된 것만은 아닐 것이라고 생각한다"고 말했다.

### 새 연호 '레이와'에 "위화감이 있다"
2019년 4월 1일, 새 연호가 '레이와'로 결정된 것에 관해 "위화감이 있다. '령(令)'의 의미에 대해 국민이 납득할 수 있도록 설명하는 노력을 해야 한다"고 기자단 대표와의 통화에서 말했다. 이에 대해 산케이 신문은 "이시바가 '령(令)'이라는 글자가 '명령(命令)'이라는 단어를 연상시킨다는 점을 우려한 것으로 보인다"고 보도했다. 이에 대해 저널리스트인 아리모토 가오리는 "최근 실시된 언론사의 여론조사에서 전체의 70% 이상이 '새 연호에 호감을 갖고 있다'고 응답했는데, 솔직히 그 70%에 속한 한 사람으로서 지난 해 자민당 총재 선거에서 "이시바 총리"가 탄생하지 않은 게 다행이라는 생각을 하고 있다"며 이시바를 비판했다.

### "일본이 전쟁 책임과 마주하지 않은 것이 문제의 근본"
2019년 8월 23일, 자신의 블로그를 통해 한국 정부가 한일군사정보보호협정(GSOMIA)의 파기를 결정한 것에 대해 "한일 관계는 문제 해결의 전망이 보이지 않는 상태에 빠졌다. 우리나라가 패전 후 전쟁 책임과 정면으로 마주하지 않았던 것이 여러 문제의 근본에 있으며, 이것이 다양한 형태로 가시화되고 있다"고 말했다. 또한 메이지 유신 이후의 한일 관계를 재고할 필요성을 강조하며 "(나치의 전쟁 범죄를 재판한) 뉘른베르크 재판과는 별도로 전쟁 책임을 스스로 인정해 온 독일과 우리나라의 차이를 인식하지 않으면 안 된다"라고도 지적했다. 또한 이시바는 "일본에도, 한국에도, '이런 상태를 유지할 수는 없다. 어떻게든 문제를 해결하고 과거 오부치 게이조 총리, 김대중 대통령 시절과 같은 좋은 관계를 되찾아야 한다'라고 생각하는 사람이 적지 않을 것이다"라며 한일 관계 복원의 필요성을 강조했다.

## 인물

### 종교
- 일본에서 보기 드문 기독교 신자이다. 신사 참배를 거부하고 있다. 아버지는 불교 신자였기 때문에 고향인 돗토리현에 있을 때는 조상의 묘를 찾는 일을 거르지 않았지만, 어머니가 증조부 때부터 이어져 온 기독교도였기 때문에 교회 부속 유치원에 다녔으며, 18살 때 일본 내 기독교계 최대 조직인 일본기독교단에 속한 돗토리 교회에서 세례를 받았다. 이시바는 "평생 기독교와 가까이 하며 신앙을 가지고 살아왔다"고 말하기도 했다. 최근에는 일본 CBMC의 초청으로 국가 만찬 기도회의 내빈으로 참가했다.

### 취미 및 좋아하는 것
- 산케이 신문이 발행하는 잡지 《정론》 및 분게이슌주가 발행하는 잡지 《제군!》을 고등학교 시절부터 구독하고 있다. 이 두 잡지는 모두 보수 성향의 논조를 보이기 때문에 이시바는 "반대의 관점이나 논리를 모르면, 나 자신의 논리도 제대로 갖출 수 없게 되지 않을까"하는 생각에 방위청 장관 재임 때부터 일본공산당 기관지인 《신문 아카하타》 및 《전위》를 읽고 있다. 이시바는 "양 극단의 논조를 모두 보고 비교하는 일에 푹 빠져, 상대의 주장에 귀를 기울이지 않으면 어떻게 될까 생각하게 되었다"고 말했다.
- 언론 인터뷰 도중 양해를 구하고 담배를 피울 정도의 애연가이다.[105]

### 군사 애호가
- 자민당에서 손꼽히는 외교, 안보 논객, 정책통으로 알려져 있다.

### 철도 애호가
- 군사 애호가이면서 동시에 철도 애호가이기도 하다. 지금도 돗토리-도쿄 간 왕복 열차의 침대 칸을 이용하는 모습이 자주 보도되고 있다.
- 블루트레인 '은하'가 폐지되었을 때 침대 칸 탑승권을 입수하지 못해 매우 안타까워했다. 2010년 3월에 침대 특급 '호쿠리쿠'와 야간 급행 열차 '노토'가 폐지되었을 때도 방송 인터뷰에서 안타까움을 표한 바 있다. 잡지 《주간 플레이보이》의 2009년 2월 16일자의 인터뷰 기사에서는 "침대 칸에서 보내는 시간 동안은 측근들에게도 방해 받지 않고, 좋아하는 일을 하며 보낼 수 있는 너무나 즐거운 시간이다"라고 말했다. 2013년에 침대 열차 '아케보노'가 폐지되고, 블루트레인의 전면 폐지 방침이 발표되자 본인의 블로그를 통해 "암담한 기분이다"라고 말했다.[106]

### 인간 관계
- 노다 제2차 개조 내각에서 보안청, 방위청 시대를 포함해 사상 처음으로 민간인 출신, 비정치인 출신으로 방위대신에 임명된 모리모토 사토시 다쿠쇼쿠 대학 대학원 교수에 대해 "정치인이 아니기 때문에 책임이 덜할 것이라는 생각은 버리시라"고 말하면서도, 모리모토라는 인물 자체는 높이 평가했다. 이시바는 "모리모토 선생님 같은 분과 함께 정치를 함께하고 그 분의 안보 담당 보좌관이 되고 싶다. 일본이 참 유능한 인재를 얻었다. 정치인이 아니라고 해서 아무것도 못하는 게 아니다. 각료로 들어오더라도, 반드시 정치인일 필요는 없다. 당장 롤리스 미국 국방부 차관보만 해도 상원이나 하원 어느 쪽의 의원도 아니다. 이건 방위참사관 제도에도 적용할 수 있는 것이다. 정권과 운명을 함께 하는 사람이라면, 그 사람이 어떤 직책으로 가던 간에 정치인일 필요는 전혀 없다. 지금까지 정치인들이 세워 온 공과를 따져보면 국회의원이라는 자리는 별거 아니다"라고 말했다.
- 2012년 9월, 자민당 간사장 취임 이후 공명당 간사장인 이노우에 요시히사와 개인적인 친분을 유지하며 같은 해 9월에는 극단 "사계"의 뮤지컬 『코러스라인』을 함께 관람했다. 관람에는 이시바의 아내도 동행했고, 관람 후에는 일식집에서 회식을 하기도 했다. 이시바는 이노우에에 대해 "이노우에 씨도, 저도 견실한 것이지요. 이치에 맞지 않는 것은 싫어하고, 흥정은 하지 않으며, 남을 배신하지 않으며, 속이지도 않는다. 그 가치관을 서로 알게 된 후로, 마음이 맞지 않았나 생각합니다"라고 말했다.[107]
- 마에하라 세이지 의원과는 당적은 다르지만 같은 돗토리현에 뿌리를 두고 있다는 공통점 외에 외교, 안보 정책통이며 총리의 야스쿠니 신사 참배 반대, 철도 애호가, 미니어처 애호가 등 다른 공통점도 많아 철도 관련 프로그램에 출연해 함께 공연을 하기도 했고, 저서도 공동 출판한 바 있다. 또한 이시바가 2008년 자민당 총재 선거에 출마하게 된 계기가 마에하라의 권유 때문이었다는 보도도 있었다.[108]

## 역대 선거 결과
|  | 14.8% |

|  | 21.5% |

|  | 40.4% |

|  | 62.47% |

|  | 49.06% |

|  | 71.60% |

|  | 59.25% |

|  | 61.97% |

|  | 84.50% |

|  | 80.27% |

|  | 83.63% |

|  | 84.07% |

|  | 85.15% |